# Бранка Парлић
Бранка Парлић (Тетово, 23. јун 1955) српска је академска музичарка, пијанисткиња и универзитетска професорка. Спада у водеће пијанисте посвећене извођењу класичне музике 20. и 21. века у југоисточној и источној Европи.

## Биографија
Бранка Парлић је рођена 1955. у Тетову. Дипломирала је 1979. на Факултету музичке уметности у Београду у класи Олге Михаиловић.
Усавршавала се код професора париског конзерваторија Пјера Санкана у Ници у Француској.
Својим извођењима значајно је допринела популарности композитора класичне музике 20. и 21. века попут Ерика Сатија, Филипа Гласа и Мајкла Најмана у земљама западног Балкана.
Наставник је на Академији уметности у Новом Саду.

## Дискографија
- Ерик Сати - Инисје (М-продукција РТНС, 1988. и ПГП-РТБ, 1990)
- Филип Глас - Метаморфозис (Б92, 2006)
- Ерик Сати - Гносијене (СКЦ Нови Сад, 2009)
- Сати енд бејонд (Одличан хрчак Београд, 2014)